# Dheune
De Dheune is een rivier in Frankrijk die stroomt door de departementen Côte-d'Or en Saône-et-Loire in de regio Bourgogne-Franche-Comté. De bron van de rivier is bij Saint-Julien-sur-Dheune. De rivier mondt bij Allerey-sur-Saône uit in de rechter oever van de Saône.
De rivier is 71,09 km lang, heeft een gemiddeld debiet van 6,79 m³/s en een stroomgebied van 1.039 km².

## Departementen en gemeenten
- Saône-et-Loire: Saint-Julien-sur-Dheune, Saint-Bérain-sur-Dheune, Saint-Léger-sur-Dheune, Chagny, Saint-Martin-en-Gâtinois
- Côte-d'Or: Santenay, Chevigny-en-Valière

## Zijstromen
Een overzicht van zijstromen van de Échez van 10 km of langer.
- Meuzin - 38 km
- Vandène - 24 km
- Bouzaise - 22 km
- Ruisseau des Cloux - 16 km
- Cosanne - 14 km

- Virtual International Authority File: 233856334